# 科林格里奇困境
科林格里奇困境（英語：Collingridge dilemma）是一种方法学上的窘境，即影响和控制技术的长远发展所面临的一个双重约束困境（double-bind problem）：
1. 信息困境：一项技术的社会后果不能在技术生命的早期被预料到[1]
2. 控制困境：当不希望的后果被发现时，技术却往往已经成为整个经济和社会结构的一部分，以至于对它的控制十分困难。这就是控制的困境。[1]

当变化容易时，对它的需要不能被预测；当变化的需要变得明显时，变化却变得昂贵、困难和耗时间，以致难以或不能改变。这就是所谓科林格里奇困境。
这个思想最先由在阿斯顿大学的技术政策部门的大卫·科林格里奇（David Collingridge）提出，记载于他在1980年发表的《社会管理技术》（The Social Control of Technology）一书中。这个困境是在技术评估（technology assessment）辩论中的一个基准参照点。
在由约翰·布罗克曼编辑的《这解释所有事（This Explains Everything)》 中，技术评论家叶夫根尼·莫罗佐夫在解释科林格里奇的思想时，引用了科林格里奇自己的一段话：“当一个容易的事情被改变时，结果将难以预见。而当需要做出明显的改变时，改变的方法却变得昂贵，困难和消耗时间。
在亚当·西艾奥的著作《步调问题，科林格里奇困境和技术决定论（The Pacing Problem, the Collingridge Dilemma & Technological Determinism）》一书中，科林格里奇困境是和科技管理中的”步调问题”相关的。 “步调问题”指的是科技创新的速度大大超过了法律和管理条例的更新速度的问题。 这个问题第一次在拉里·唐尼斯与2009年出版的《破坏定律（The Laws of Disruption）》一书中提出，其中有这样一段著名的论述：“科技是成指数级增长的，但是社会，经济和法律系统只会缓慢增长”。在西艾奥的论文中，他尝试将两种理论融合，提出了“科林格里奇困境只是另一种步调问题，但它相较于步调问题更强调于社会的影响因素，且它还可以看作是步调问题的隐形解决方案，即在新技术尚且稚嫩和可控的时候先发制人。
科林格里奇困境的一种解决方案是“预防原则”。凯文·凯莉（Kevin Kelly）将它定义为：一种新的发明在被它的开发者证明它不会对任何个人，集体，特殊群体，文化规范，或各种既存法律作出危害前不应该被社会所接受的思想。如果它没有做到上述标准，这些新发明应该被禁止，阉割，改造，废弃或无视。凯文·凯莉认为这种思想不明确且富有偏见，因为它极大增加了任何创新的门槛。据美国哲学家马克思·摩尔（Max More）所说，预防原则“中好的一点是它阻止了科技的进步.......不是因为它走向了错误的道路，而是它没有指出任何方向”。但是在1992年里约的环境和发展声明中定义预防原则为“当出现有严重的，不可逆的伤害的风险时，即使它在经济上非常划算，缺少完全科学确定性的理论也不应该被应用或应当被延后来防止环境恶化。所以任何构想在被证实其安全性前应当按兵不动，这个预防原则致力于将保护措施合法化，尝试避免一项科技的提倡者因自身利益而延后其法律法规的建立，导致在出现实质性的破坏或伤害后为时已晚。
科林格里奇困境的解决方案不全是预防原则，而是通过“智能实验和试错”（Intelligent Trial and Error）审核，即决策制定层保持权力分散，将任何变化保持可控，技术和基础设施的设计灵活，和大方向指向快速学习的同时尽可能低的保持潜在成本。科林格里奇提倡技术进步的速度应该维持在线性，使得技术进步的速度和人类学习的速度保持一致，防止出现技术被设计成和“智能实验和试错”审核对立的情况发生。

生平
大衛·喬治·科林格瑞奇（David George Collingridge）是一位英國技術研究者，於1945年12月29日出生於倫敦，並於2005年在英國去世。
Collingridge於1945年出生於倫敦，他首先在帝國學院（Imperial College）就讀化學（1963年獲得理學士學位），然後在華威大學（University of Warwick）攻讀哲學（1970年獲得碩士學位）。
他在1970年至1974年期間在洛夫堡技術學院（Loughborough Technical College）擔任教師。 
1974年，他作為研究助理（Research Fellow）加入了阿斯頓大學（Aston University）的技術政策部門（Technology Policy Unit），該部門當時由歐內斯特·布朗（Ernest Braun）領導，是歐洲最早的技術評估研究單位之一。
他最初在“科學與社會背景（Science in a Social Context，SISCON）”項目中工作，並於1979年在阿斯頓大學獲得哲學博士學位（Ph.D.） （页面存档备份，存于）。
然後他成為講師，起初在技術政策部門，後來在管理學院。
由於健康原因，他於1995年退休，並於2005年去世。
貢獻
Collingridge是最早的技術評估研究者之一，他的著作被引用頻率很高。
他寫了多本書和大量文章。他最著名的著作可能是1980年出版的《The Social Control of Technology （页面存档备份，存于）》（《技術的社會控制》），其中闡述了後來被稱為Collingridge困境的內容。
著作
與E. Braun合著：
《Technology and Survival》（1977年，Butterworth出版社） 
與E. Braun和K. Hinton合著：
《Assessment of Technological Decisions-Case Studies》（1979年，Butterworth出版社） 
《The Social Control of Technology （页面存档备份，存于）》（1980年，Pinter出版社） 
《Critical Decision Making: A New Theory of Social Choice》（1982年，Pinter出版社） 
《Technology in the Policy Process》（1983年，Pinter出版社） 
與C. Reeves合著：
《Science Speaks to Power》（1986年，Pinter出版社） 
《Criticism: Its Philosophical Structure》（1987年，University Press of America出版社） 
《The Management of Scale》（1992年，Routledge出版社）
期刊論文
Hedging and flexing: Two ways of choosing under ignorance （页面存档备份，存于） https://doi.org/10.1016/0040-1625(83)90051-3

在Google Scholar上的頁面 （页面存档备份，存于）